# Futabatei Shimei
Pour les articles homonymes, voir Futabatei.
Futabatei Shimei est un nom japonais traditionnel ; le nom de famille (ou le nom d'école), Futabatei, précède donc le prénom (ou le nom d'artiste).
Œuvres principales
- Nuages flottants (1887)
- Son image (ja) (1906)
- Quelconque (ja) (1907)

Futabatei Shimei (二葉亭 四迷, 28 février 1864 – 10 mai 1909) est un écrivain, traducteur, et critique littéraire japonais.

## Biographie
Né Hasegawa Tatsunosuke (長谷川 辰之助) à Edo (l'actuelle Tōkyō), les œuvres de Futabatei font partie du style populaire réaliste de la moitié à la fin du XIXe siècle. Son œuvre Ukigumo (Nuages flottants, 1887), bien qu'inachevée, est considérée comme le premier roman moderne japonais.
Après avoir abandonné ses études de russe à l'École de Langues Étrangères de Tōkyō (東京外国語学校, Tōkyō Gaikokugo Gakkō) pour protester contre des restructurations administratives, Futabatei publie en 1886 un essai sur la littérature intitulé Shōsetsu Sōron (Philosophie du roman), sur les encouragements de l'auteur et critique Tsubouchi Shōyō.
Ukigumo, le premier roman de Futabatei, ne sera jamais achevé, mais son style réaliste influencera fortement les auteurs japonais de la même époque. Par ailleurs, il traduira vers le japonais les œuvres d'auteurs russes tels que Tourgueniev, Gogol, et Leonid Andreïev.
En 1902, il apprend l'espéranto au cours d'un voyage en Russie. De retour au Japon en 1906, il publie le premier manuel Japonais-Espéranto : Sekaigo (世界語).
Futabatei mourra de tuberculose en 1909 dans le Golfe du Bengale, en rentrant d'un voyage à travers la Russie où il avait servi comme correspondant spécial pour le journal Asahi Shinbun.  Il sera incinéré et enterré à Singapour.
Son nom de plume tire son origine dans la phrase lancée par son père lorsque le jeune Tatsunosuke lui annonça ses aspirations à faire des études littéraires : « Kutabatte shimee » (くたばってしめえ, « Va au diable ! »).

## Œuvres
Essai :
- 1886 : Philosophie du roman (小説総論, Shōsetsu Sōron?)

Romans :
- 1887 : Nuages flottants (浮雲, Ukigumo?)
- 1906 : Son image (其面影, Sono Omokage?)
- 1907 : Quelconque (平凡, Heibon?)